# Max Morlock
Maximilian „Max/Maxl“ Wilhelm Morlock (* 11. Mai 1925 in Nürnberg; † 10. September 1994 ebenda) war ein deutscher Fußballspieler. Der Halbstürmer im damaligen WM-System absolvierte bei seinem Verein 1. FC Nürnberg von 1945 bis 1963 in der Oberliga Süd 451 Spiele und erzielte 286 Tore. Er ist damit ewiger Rekordhalter der Oberliga Süd hinsichtlich der absolvierten Spiele wie auch der erzielten Tore. Morlock war im November 1945 der dritte und im April 1963 der letzte Torschütze der Nürnberger in der Oberliga Süd und stand als einziger Spieler sowohl am ersten (4. November 1945) wie auch am letzten Spieltag (28. April 1963) der Oberliga auf dem Platz. Er wurde mit dem „Club“ 1948 und 1961 Deutscher Meister. Mit der deutschen Fußballnationalmannschaft gewann er unter Bundestrainer Sepp Herberger 1954 in der Schweiz die Fußball-Weltmeisterschaft. Im Jahr 1961 wurde Morlock zum Fußballer des Jahres gewählt. Später Ehrenmitglied und Ehrenspielführer des 1. FC Nürnberg, war Morlock über zwei Jahrzehnte der Denker und Lenker des „Club“-Spiels und zeichnete sich vor allem durch „nie erlahmenden Kampfgeist“ sowie die „ungeheure Dynamik“ seiner Aktionen aus. Er ist der einzige deutsche Fußballspieler, der in den höchsten Spielklassen Gauliga, Oberliga und Bundesliga aktiv war, und der erste deutsche Torschütze in einem WM-Endspiel.

## Einstieg in den Fußball und Zweiter Weltkrieg

### Kindheit und Jugend
Geboren und aufgewachsen ist Max Morlock zusammen mit seinen Brüdern Robert und Herbert als zweiter Sohn des Werkmeister-Ehepaares Maximilian und Frieda Morlock im Nürnberger Stadtteil Gleißhammer in der Schlossstraße 51. Nicht weit entfernt befand sich der Zabo, das Stadion des 1. FC Nürnberg im Stadtteil Zerzabelshof. Sein Vater war aus Pforzheim über Burglengenfeld nach Nürnberg gekommen. Der schmächtige und kleine Knabe eignete sich die Basis seines Könnens zuerst als Straßenfußballer mit dem „Kellerfensterln“ an. Den Kindern dienten dabei zwei Kellerfenster als Tore und ein Knäuel aus Lumpen und Schnur als Ball. Der kleine Max trumpfte auch im Schulhof der Volksschule Scharrerstraße, die er seit dem Herbst 1931 besuchte, als Fußballer auf. Als Elfjähriger gewann er 1936 mit der Schulmannschaft die Nürnberger Schulmeisterschaft. Die Ausgaben für zu viele zerschlissene Hosen und Schuhe durch den Straßenfußball bewogen Mutter und Vater Morlock dazu, dass sich Sohn Max mit 13 Jahren dem Sportverein Eintracht Nürnberg anschließen durfte. Spätestens nach dem 4:2-Erfolg der Eintracht im Frühjahr 1940 gegen die Club-Jugend im Endspiel um die Nürnberger Stadtmeisterschaft setzten intensive Bemühungen des 1. FC Nürnberg ein, das Talent in die eigenen Reihen zu holen.
Nach längerer Verhandlung und der Zusage, dass die erste Mannschaft des Clubs zu einem Ablösespiel antreten würde, kam Morlock als 14-Jähriger zum 1. FC Nürnberg. Ab dem 1. Mai 1940 wurde er unter der Mitgliedsnummer 17.071 in der Geschäftsstelle geführt. In der Club-Jugend spielte er mit den späteren Oberligaakteuren Helmut Herbolsheimer, Adolf Knoll und Manfred Krüger zusammen. In der Runde 1940/41 nahm Morlock mit dem Sieger Bann Nürnberg für das Gebiet Rheinfranken an der deutschen Jugendmeisterschaft im August 1941 in Breslau gegen die Vertretungen von Westfalen, Ostland, Wien, Sachsen und Moselland teil.

### Beruf und Start in der Gauliga
Nach Beendigung der Schulzeit begann er bei der Noris Zünd-Licht AG (heute Robert Bosch GmbH, Nürnberg) eine Lehre als Mechaniker, die er im Frühjahr 1943 erfolgreich als Facharbeiter abschloss. Bereits am 30. November 1941 debütierte der Nachwuchsstürmer in der ersten Mannschaft. Trainer Hans „Bumbes“ Schmidt, setzte den 16-½-Jährigen erstmals im Gauligaspiel gegen Wacker München ein (0:0). Nach dem Abpfiff raunte ihm der mit Lob sparsame Trainer zu: „War gut so, wird schon noch.“ In seinem zweiten Einsatz Anfang Dezember 1941 im Heimspiel gegen Schwaben Augsburg (4:0) erzielte er seine ersten beiden Pflichtspieltore in der Ersten Mannschaft. Zur überlegenen Gaumeisterschaft 1942/43 mit 40:0 Punkten und 125:17 Toren steuerte Morlock 54 der 125 Tore bei. Neben Morlock waren mit Helmut Herbolsheimer und Adolf Knoll zwei weitere Jugendspieler in den Kader von Trainer Schmidt übernommen worden. Das harte Training unter dem Ex-Nationalspieler und ehemaligen Meistertrainer des FC Schalke 04, „Bumbes“ Schmidt hatte dem jungen Morlock am Anfang sehr zugesetzt: „Über dem Abendessen fielen mir oft schon die Augen zu. Kino, Tanz, Alkohol oder gar ein Bummel mit einem Mädchen fielen flach.“ Der Trainingsfleiß zahlte sich aus, bereits im April 1942 lud Reichstrainer Sepp Herberger den fast 17-Jährigen erstmals zum Lehrgang für die Nationalmannschaft ein; im Februar 1943 folgte ein weiterer Lehrgang in Frankfurt am Main.
Der erste Einsatz in der Endrunde um die deutsche Fußballmeisterschaft war mitten im Zweiten Weltkrieg am 2. Mai 1943 bei einer 1:3-Heimniederlage gegen den Gaumeister aus Baden, den VfR Mannheim.

### Kriegszeit
Ende August 1943 wurde Morlock zusammen mit seinem Club-Mitspieler und Freund Helmut Herbolsheimer in die Wehrmacht zur Nachrichten-Ausbildungs-Abteilung 10 nach Schwabach einberufen. In dieser Zeit konnte er noch viele Spiele für seinen Verein bestreiten. Von besonderer Bedeutung waren dabei die Spiele um den Tschammerpokal 1943 im September und Oktober. Bei den beiden Erfolgen gegen den 1. FC Schweinfurt 05 (4:2) und MSV Brünn (5:1) zeichnete er sich als fünffacher Torschütze aus. Als sich im Viertelfinale Vienna Wien mit den beiden Hamburgern Richard Dörfel und Rudolf Noack sowie dem torgefährlichen Nationalstürmer Karl Decker mit 3:2 durchsetzte und später auch den Pokal gewann, konnte Morlock keinen Treffer erzielen. Danach schloss sich eine Abkommandierung zu einem Panzerpionierbataillon im besetzten Dänemark und im Frühjahr 1944 an die Ostfront in die Tucheler Heide an. In der Endrunde um die deutsche Meisterschaft 1944 stand er dem Club aber wieder zur Verfügung. Erst im Halbfinale am 4. Juni 1944, das im Steigerwaldstadion in Erfurt vor 35.000 Zuschauern gegen den Titelverteidiger Dresdner SC ausgetragen wurde, schied er mit seinen Mannschaftskameraden nach einer 1:3-Niederlage aus. Im weiteren Kriegsverlauf kam er über Dievenow an der Pommerschen Bucht vor die Tore Berlins, wo er Anfang Mai 1945 kurz in amerikanische Gefangenschaft geriet. Im September 1945 kam er nach Nürnberg zurück. Das Elternhaus in der Schlossstraße stand noch, das Dach war zwar schwer beschädigt, aber seine Eltern lebten noch dort. Der jüngere Bruder Herbert war an der Ostfront gefallen und der ältere Bruder Robert befand sich noch in amerikanischer Gefangenschaft.

## Oberliga Süd und Bundesliga, 1945 bis 1964

### Oberliga Süd, 1945 bis 1963
Auch beim 1. FC Nürnberg (FCN) waren die Verhältnisse in der Nachkriegszeit die gleichen wie fast überall in der Stadt: Im Zabo war die Tribüne abgebrannt und die Umzäunung als Heizmaterial verwendet worden, im Rasen waren Bombenkrater. Nach einem kurzzeitigen Fußballverbot musste der „Club“ ab Herbst 1945 seine Heimspiele im Fürther Ronhof austragen. Bei einem Treffen am 13. Oktober 1945 in der Gaststätte Krone in Fellbach wurden mit der Genehmigung der US-Armee der Süddeutsche Fußball-Verband und die Oberliga Süd gegründet. In diese oberste Klasse wurden drei Mannschaften aus Hessen, sechs Vereine aus den US-amerikanisch besetzten Gebieten Badens und Württembergs sowie sieben Klubs aus Bayern aufgenommen.
Morlock gehörte am 4. November 1945, dem Starttag der Oberliga Süd 1945/46, der Elf des 1. FCN an, die mit einem 2:1-Heimsieg gegen den FC Bayern München in der neuen Liga startete. Er absolvierte alle 30 Ligaspiele der Runde und erzielte 23 Tore. Nürnberg belegte mit einem Punkt Rückstand hinter dem Meister VfB Stuttgart den zweiten Rang. Die 18. und letzte Runde der Oberliga Süd, 1962/63, beendete Rekordspieler und Rekordtorschütze Morlock mit vier Einsätzen und vier Toren in den letzten vier Rundenspieltagen im März/April 1963: FC Bayern München (3:2), FC Bayern Hof (4:0), TSV 1860 München (4:2) und FC Schweinfurt 05 (5:1). Er errang sechsmal mit seiner Mannschaft die Meisterschaft im Süden (1947, 1948, 1951, 1957, 1961, 1962), viermal wurde er Vizemeister (1946, 1952, 1958, 1963) und in den Jahren 1948 und 1961 errang er die deutsche Meisterschaft.
Zum Gewinn der Meisterschaft in der Oberliga Süd in der Saison 1947/48 steuerte Morlock in 34 Spielen 30 Tore bei. Mit acht Punkten Vorsprung wurde München 1860 auf den Vizemeisterplatz verwiesen. In der ersten Runde um die deutsche Meisterschaft sollte der Club am 18. Juli in Stuttgart zunächst gegen den Ostzonenmeister SG Planitz spielen. Nürnberg kam jedoch kampflos weiter. Planitz trat nicht an, da die Zwickauer Stadtteilelf von den Sowjets keine Reiseerlaubnis erhielt. Schon am 24. Juni 1948 hatte die UdSSR wegen „technischer Störungen“ die Land- und Wasserwege zwischen Westberlin und Westdeutschland gesperrt. Nach einem Halbfinalerfolg mit 3:2 nach Verlängerung gegen den FC St. Pauli zog Morlock mit dem 1. FCN in das Endspiel am 8. August 1948 in Köln gegen den 1. FC Kaiserslautern ein. Mit einem 2:1 holte das Team um Morlock vor 75.000 Zuschauern im Müngersdorfer Stadion die siebte deutsche Meisterschaft nach Nürnberg. Für Fritz Walter, den Kapitän der Pfälzer, war Morlock der Matchwinner: „Aus meiner Sicht war Max Morlock, der Halbrechte des Club, überragend. Er war sowohl im Sturm wie auch in der Abwehr zu Hause, und in den für uns unpassendsten Augenblicken tauchte er da auf, wo wir ihn nicht erwarteten.“
Das Leistungshoch der ersten drei Runden Oberliga Süd mit der Vizemeisterschaft 1946 und den zwei Meisterschaftserfolgen 1947 und 1948 konnte der 1. FCN in den beiden folgenden Runden nicht aufrechterhalten. Mit dem ehemaligen Schalker und Mannheimer Meistertrainer „Bumbes“ Schmidt kehrte ab der Runde 1950/51 der Erfolg zurück. Die Vizemeisterschaft in der Oberliga Süd 1951/52 bestätigte die Spitzenstellung des Vereins und die sportliche Wertigkeit von Morlock, der in den beiden Runden insgesamt 54 Tore erzielte. Danach folgten aber vier Runden, 1952/53 bis 1955/56, in denen der 1. FCN nicht mehr zu den Spitzenteams zählte. In dieser Phase fand ein Umbruch im Mannschaftsgefüge statt, der sich erst im dritten Trainerjahr von Franz Binder, 1956/57, mit dem erneuten Meisterschaftsgewinn in der Südoberliga auszahlte. In den nächsten Runden band der Wiener Ex-Nationalspieler mit Heini Müller, Roland Wabra, Richard Albrecht, Heinz Strehl, Ferdinand Wenauer, Paul Derbfuß, Gustav Flachenecker, Helmut Hilpert und Tasso Wild fast eine komplette Mannschaft aus den eigenen Reihen und dem engeren fränkischen Umfeld in den Oberligakader des Club ein. Diese Nachführarbeit aus den eigenen Reihen mit frischen und unverbrauchten Talenten war das eigentliche Verdienst von Franz Binder. Sein Nachfolger Herbert Widmayer – ab der Runde 1960/61 war der spätere DFB-Nachwuchstrainer in Nürnberg tätig –, konnte auf diesem Fundament aufbauend unmittelbar die deutsche Meisterschaft gewinnen.
Widmayer ließ sich zunächst von Morlock, dem erfahrensten Spieler, wichtige Tipps geben. Der neue Trainer setzte den unter Binder begonnenen Verjüngungsprozess fort. Er holte aus der Club-Jugend Stefan Reisch, Kurt Haseneder, später noch Karl-Heinz Ferschl und Horst Leupold in den Oberligakader. Widmayer formte die Mannschaft zu einer Einheit, angeführt von dem 36-jährigen Senior Morlock. In der Oberliga Süd gewann der Club mit sieben Punkten Vorsprung vor Eintracht Frankfurt die Meisterschaft. Morlock absolvierte alle 30 Ligaspiele und erzielte 13 Tore. An seiner Seite glänzten, insbesondere in der Offensive, Heinz Strehl (22 Tore), Gustav Flachenecker (16 Tore) und Tasso Wild mit 15 Treffern. Mit 10:2 Punkten setzte sich der 1. FCN in den Gruppenspielen in der Endrunde um die deutsche Meisterschaft gegen Hertha BSC, 1. FC Köln und Werder Bremen durch und zog in das Endspiel ein. Morlock hatte einen herausragenden Tag beim 3:3-Heimremis am 27. Mai gegen den 1. FC Köln. Er erzielte gegen die mit Nationalspielern wie Fritz Ewert, Georg Stollenwerk, Karl-Heinz Schnellinger, Leo Wilden und Hans Sturm in der Abwehr angetretenen Domstädter alle drei Club-Tore. Im Finale wurde das Team von Trainer Max Merkel, Borussia Dortmund, insbesondere durch ihren prominent besetzten Angriff mit Alfred Kelbassa, Aki Schmidt, Jürgen Schütz, Friedhelm Konietzka und Gerhard Cyliax in der Favoritenrolle gesehen. 13 Jahre nach seiner ersten deutschen Meisterschaft (1948) wurde Morlock am 24. Juni 1961 in Hannover mit einem 3:0 erneut Meister und holte mit der Mannschaft die achte Meisterschaft nach Nürnberg. Der Club wurde Meister mit acht Spielern, die aus der eigenen Jugend gekommen waren: Hilpert, Reisch, Wenauer, Flachenecker, Morlock, Strehl, Haseneder und Wild. Hans Fiederer schrieb im Sport-Magazin nach dem Endspiel: „Hannover wurde zum Triumph der Nürnberger Jugend, zur Krönung der einmaligen Laufbahn Maxl Morlocks. Maxl Morlock, das Musterbeispiel eines Sportlers, eines Spielführers, eines Menschen, dem selbst jetzt zwei deutsche Meisterschaften, die Weltmeisterschaft 1954 in der Schweiz, 800 Spiele für seinen Club und 20 Jahre aktive Zeit in der ersten Liga-Mannschaft nicht den Kopf verdrehen können. Es mag im Rausch des Glücks übertrieben, vermessen klingen: Diesem Maxl Morlock sollte man im Zabo ein Denkmal setzen.“ Als Anerkennung für seine Bestleistungen in der Saison und insbesondere in den Endrundenspielen wurde Morlock von den deutschen Sportjournalisten 1961 zum Fußballer des Jahres gekürt.
Unter Widmayer verteidigte Nürnberg 1961/62 den Süd-Titel und beendete die Ära der erstklassigen Oberliga Süd 1962/63 mit der Vizemeisterschaft.
In insgesamt 451 Oberligaspielen erzielte der bei der Anhängerschaft äußerst beliebte Morlock 286 Tore. In 42 Spielen in der Endrunde um die deutsche Meisterschaft zeichnete er sich mit weiteren 21 Treffern aus. Insgesamt wird er mit 900 Spielen und 700 Toren im Clubdress geführt.

### Bundesliga, 1963/64
Nachdem die Bundesversammlung des DFB am 28. Juli 1962 die Neueinführung der Fußball-Bundesliga als zentrale Leistungsklasse beschlossen hatte, veröffentlichte der DFB am 10. Januar 1963 die Namen der ersten neun Vereine für die neue Klasse: Aus dem Süden gehörten ihr die die Zwölfjahreswertung in der Südoberliga anführenden 1. FC Nürnberg und Eintracht Frankfurt an. Für den Verein von Max Morlock sprach auch der 1. Platz in der Ewigen Tabelle der Oberliga Süd von 1945/46 bis 1962/63.
Der ebenso lauf- wie beidfüßig schussstarke rechte Halbstürmer, zudem mit großer Sprungkraft im Kopfballspiel ausgestattet, ging auch noch mit seinem Verein als Kapitän in die Debütsaison der zentralen Bundesliga 1963/64. Er erzielte am Starttag der Liga, dem 24. August 1963, beim Auswärtsspiel gegen Hertha BSC in der 40. Spielminute den Führungstreffer für die Elf von Trainer Herbert Widmayer. Am Schlusstag der Runde, dem 9. Mai 1964 – zwei Tage vor seinem 39. Geburtstag –, schloss er seine 23-jährige Karriere in der ersten Mannschaft der Franken mit dem 2:1-Führungstreffer beim 2:2-Auswärtsremis gegen den Hamburger SV ab. Der 1. FC Nürnberg rangierte auf dem 9. Rang und Morlock hatte unter den Trainern Widmayer und Jenö Csaknady (ab 1. November 1963) in 21 Bundesligaeinsätzen acht Tore erzielt.
Nach der deutlichen 0:4-Endspielniederlage 1962 gegen den 1. FC Köln hatte Morlock seinen erstmaligen Rücktritt erklärt; als sich der junge Kurt Haseneder verletzte und längere Zeit ausfiel, lief er im März 1963 aber gegen die Dänen von B 1909 Odense im Viertelfinale des Europapokals der Pokalsieger wieder auf. Am 14. Mai 1964, drei Tage nach seinem 39. Geburtstag, beendete er dann mit einem Abschiedsspiel im Städtischen Stadion gegen Nacional Montevideo (1:1) endgültig seine Laufbahn.

### Internationale Bühne
Neben den Berufungen in die Nationalmannschaft – Morlock hatte unter Bundestrainer Herberger im ersten Länderspiel nach dem Zweiten Weltkrieg am 22. November 1950 bei einem 1:0 gegen die Schweiz in der DFB-Auswahl debütiert – gab es noch mit dem 1. FC Nürnberg Auslandsfahrten und Spiele im Europapokal. In den europäischen Vereinswettbewerben wurden die Europacupspiele in den Runden 1961/62 mit dem Kräftemessen gegen Benfica Lissabon und 1962/63 mit dem Halbfinale gegen Atlético Madrid zu Höhepunkten in der langen Laufbahn von Morlock. An Weihnachten 1951 unternahm der 1. FCN seine erste große Reise nach dem Krieg nach Spanien mit Spielen gegen FC Barcelona und Athletic Bilbao. Im Februar 1953 flog der Club für drei Wochen in die USA. Zwei Jahre später, 1955, stand erneut eine Reise nach Amerika auf dem Programm.

### Rezeption
Das Wirken und die Bedeutung von Max Morlock wird im Spielerlexikon von Knieriem und Grüne unter anderem wie folgt beschrieben: „Er galt als Paradebeispiel für Bescheidenheit sowie Bodenständigkeit und trug ein Vierteljahrhundert kein anderes Trikot als das des 1. FC Nürnberg, dessen sportliche Geschicke er von der Gau- über die Ober- bis hin zur Bundesliga wie kaum ein Zweiter prägen sollte.“ Bereits 1951 wollte Atalanta Bergamo den Nürnberger kaufen. Die Italiener boten Morlock damals 80.000 Mark, dazu ein monatliches Fixum von 1500 Mark ohne Prämien und eine Traumvilla am See, drei Jahre lang kostenlos zu bewohnen. Seine Frau wäre mitgegangen, aber er hatte 1949 sein Geschäft gerade erst aufgebaut, und Italien war damals noch ein unbeschriebenes Blatt, eine unsichere Sache. Die Kameradschaft beim 1. FCN und später in der Ländermannschaft war so gut, dass dies schon einer der Hauptgründe des Neinsagens war. Bei Bitter ist festgehalten, „dass mit ihm 1964 ein Spieler die große Bühne verließ, der in den Augen fast aller Experten der 'ideale Verbinder' war. Er war in seinen besten Zeiten auf dem Spielfeld immer dort zu finden, wo es gerade 'brannte'. Darüber hinaus stand er für ein kämpferisches Vorbild und verfügte über starke technische Gaben und über den Spürsinn eines Torjägers.“ Bei den Autoren der Legende vom Club ist über die Bedeutung von Morlock notiert: „Morlock war nicht nur ein Torjäger, der mit strammen Schüssen und gefährlichen Kopfbällen zu überzeugen wusste. Morlock war mehr. Er war Spielmacher und Ballschlepper, ein unermüdlicher Ankurbler des Nürnberger Spiels.“ In seinem Buch Cluberer im Nationaltrikot zitiert Heinz Meyer Morlocks ehemaligen Mitspieler Heini Müller wie folgt:

„In Max Morlock hatten wir einen Kapitän, vor dem du am liebsten sogar während des Spiels den Hut gezogen hättest.“

Ein weiteres Zitat in Heinz Meyers Buch lautet:

„Max war ein Juwel, hatte kaum Schwächen. Normalerweise müsste man ihm ein Denkmal bauen.“

Diese Worte von Gunther Baumann wurden schließlich 2008 wahr, als ein von Fans finanziertes Denkmal des Weltmeisters von 1954 in Lebensgröße vor dem Stadion aufgestellt wurde. Der Platz davor trägt bereits seit 1995 Morlocks Namen. Auch in der Umbenennung des Stadions im Jahr 2017 sehen Fans und Presse eine Würdigung der Bedeutung Morlocks für den 1. FC Nürnberg sowie der Persönlichkeit des bodenständigen und bescheidenen Club-Idols.

## Nationalmannschaft, 1950 bis 1958
Nachdem der junge Gauligaspieler Max Morlock bereits im April 1942 und Februar 1943 während des Zweiten Weltkriegs Lehrgänge des damaligen Reichstrainers Sepp Herberger besucht hatte, dauerte es noch über sieben Jahre bis zu seinem Debüt in der Nationalmannschaft. Der Krieg und der Umstand, dass der DFB erst fünf Jahre nach dessen Beendigung im November 1950 die Länderspielgeschichte fortsetzen durfte, führten dazu, dass Morlock erst mit 25 Jahren Nationalspieler wurde, obwohl er schon während des Krieges und vor allem in den ersten fünf Runden der Oberliga Süd von 1945/46 bis 1949/50 zu den besten Spielern Deutschlands zählte.
Mit der Zulassung deutscher Vereinsmannschaften zum internationalen Spielverkehr war im Mai 1949 ein erster wichtiger Schritt zur Rückkehr des deutschen Fußballs in den Weltverband vollzogen. Dennoch war das eigentliche Ziel, die Wiederaufnahme des DFB in die FIFA, zu diesem Zeitpunkt noch unerfüllt geblieben. Die vollständige Wiederaufnahme des deutschen Fußballverbandes wurde vom Exekutivkomitee der FIFA am 23. September 1950 auf einer Sitzung in Brüssel beschlossen. Für den DFB bedeutete dies die Möglichkeit von Länderspielen, deren Austragung bislang untersagt gewesen war. Das erste Nachkriegsländerspiel fand am 22. November 1950 in Stuttgart gegen die Schweiz unter großer öffentlicher Anteilnahme statt. Rund 115.000 Zuschauer waren an einem normalen Wochentag nachmittags ins Neckarstadion geströmt und hatten katastrophale Wetter- und Infrastrukturverhältnisse über sich ergehen lassen. Morlock bildete zusammen mit Bernhard Klodt, Ottmar Walter, Fritz Balogh und Richard Herrmann auf Halbrechts beim 1:0 den deutschen Angriff.
Vorangegangen waren dem ersten Nachkriegsländerspiel, beginnend im März beziehungsweise Juni 1946, die ersten Repräsentativspiele der Regionalverbände, der erste offizielle Nachkriegslehrgang vom 14. bis 19. November 1949 in der Sportschule Wedau im Sportpark Duisburg sowie unmittelbar vor dem Länderspiel in Stuttgart zwei Auswahlspiele der Regionalverbände am 11. November zwischen dem Fußball-Regional-Verband Südwest und dem Süddeutschen Fußball-Verband in Ludwigshafen (2:2) und am 12. November in Frankfurt am Main zwischen Süddeutschland und Westdeutschland (5:4). Morlock unterstrich im Angriff der Süddeutschen in Frankfurt neben den Sturmkollegen Gerhard Kaufhold, Horst Schade, Richard Herrmann und Rolf Blessing beim 2:2 in Ludwigshafen erneut seine Torgefährlichkeit mit zwei Toren.
Der zentrale Nürnberger Spieler gehörte mit Beginn der Nachkriegsära der Nationalmannschaft als Stammspieler an. Seine Wichtigkeit beweisen auch seine vier Einsätze in der Qualifikation zur Fußballweltmeisterschaft 1954 in den Spielen gegen Norwegen (1:1, 5:1) und das Saarland (3:0, 3:1), in denen er sich mit sechs Toren auszeichnete und wesentlich zum Erfolg in der Qualifikation beitrug. Das WM-Turnier in der Schweiz wurde dann zu seinem sportlichen Höhepunkt. Er war einer der entscheidenden Spieler bei dem überraschenden Titelgewinn der Herberger-Elf.

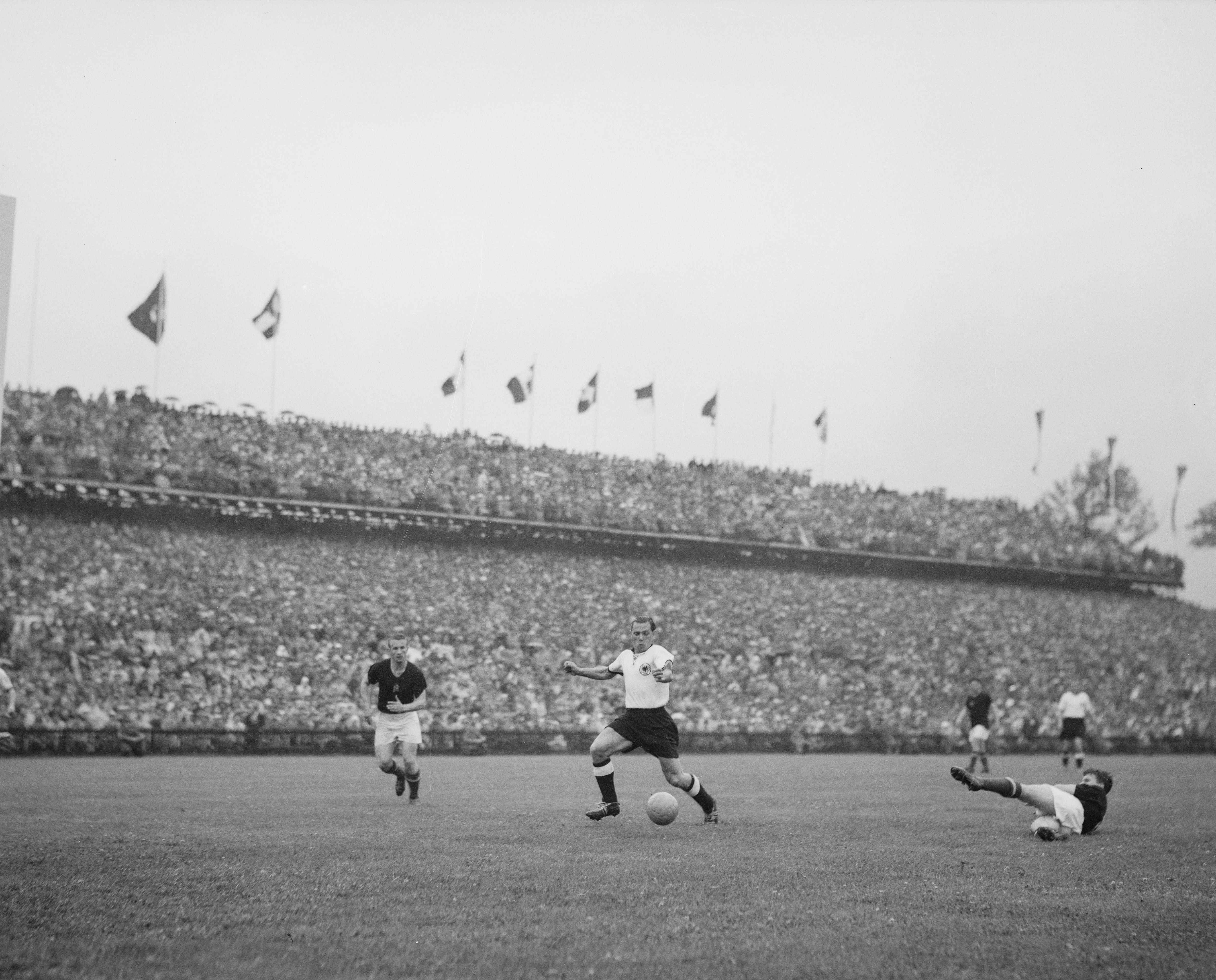
Morlock direkt vor dem 1:2-Anschlusstreffer im WM-Finale

Gleich beim ersten Auftritt der deutschen Elf in Bern im Spiel gegen die Türkei (4:1) trat Morlock als Vorlagengeber zum 1:1-Ausgleichstreffer von Hans Schäfer, mit einem Kopfball an die Latte und als Schütze des 4:1-Endstandes spielentscheidend in Erscheinung. Im Entscheidungsspiel um den zweiten Gruppenplatz, wiederum gegen die Türkei, traf der Nürnberger beim klaren 7:2-Erfolg gleich dreimal in das türkische Tor. Im Viertelfinalspiel gegen das favorisierte Jugoslawien (2:0) mit international anerkannten Mittelfeldgrößen wie Zlatko Čajkovski, Vujadin Boškov, Rajko Mitić und Bernard Vukas kam es in erster Linie auf seine defensiven, kämpferischen und läuferischen Qualitäten an. Die plavi dominierte zwar optisch klar, Deutschland machte aber seinen Gegner mit einer Konter-Taktik müde und mürbe, und nach dem Tor von Rechtsaußen Rahn in der 86. Minute war der unerwartete Einzug der DFB-Elf in das Halbfinale geschafft. Auch Österreich war in Basel mit dem herausragenden Mittelfeldspieler Ernst Ocwirk Favorit im Halbfinale. Mit einem Kopfball brachte Morlock kurz nach Anpfiff der zweiten Halbzeit die Herberger-Elf mit 2:0 in Führung und mit einem nie erwarteten 6:1 zog Deutschland in das Finale ein. Im Endspiel gegen die Goldene Elf der Ungarn um Ferenc Puskás und WM-Torschützenkönig Sándor Kocsis gelang Morlock in der zehnten Minute der psychologisch wichtige Anschlusstreffer, als er mit letztem Einsatz das Leder an Torhüter Gyula Grosics vorbei ins ungarische Tor spitzelte und daneben als laufstarker Kombinierer und als „Aushilfsarbeiter“ in der Abwehr im Dauereinsatz war.
Spielführer Fritz Walter fasste die Bedeutung von Morlock im WM-Turnier in folgende Worte: „Max war immer unsere Auffangstation des gegnerischen Angriffs. Er half mit seiner dynamischen Kraft in der Abwehr aus und war doch in allen entscheidenden Situationen wieder vorne mit dabei. Wenn sich eine Torchance ergab, der Max war zur Stelle. Wenn ich mal den Kopf hängen lassen wollte, da riss mich der Max wieder mit. Er konnte einen Karren aus dem Dreck ziehen.“ Morlock war neben Fritz Walter die entscheidende Schaltstation im Mittelfeld und für seine Mannschaftskameraden ein unermüdlicher Antreiber mit enormer Torgefährlichkeit. Die Sportpresse bezeichnete ihn im Rückblick als „Motor“ des deutschen Spiels und rühmte sein Kopfballspiel. „Wuchtig nicht nur vor dem Tor, voll ungestümer, aber fairer Wucht auch im Mittelfeld“, hieß es beispielsweise im „Kicker“.
Auch in der Freude nach dem unerwarteten Endspielerfolg äußerte sich Morlock respektvoll über den Gegner: „Mir taten die Ungarn nachher leid. Dieser einzige Sieg hatte ihnen in der langen Erfolgskette von über 20 Länderspielen ohne Niederlage gefehlt. Außerdem spielten sie fair. Aber es machte mich doch stolz, als nachher Mittelstürmer Hidegkuti, der etwas Deutsch sprach, zu mir sagte: Verdienter Sieg! Wir waren in der letzten Viertelstunde fertig.“ Zur Legende vom Wunder von Bern hatte Morlock eine eigene Betrachtungsweise: „In Bern oder in der Schweiz sind überhaupt keine Zeichen oder Wunder geschehen. Wir waren in der Schweiz dreieinhalb Wochen zusammen, hatten keine Ablenkung und spielten nur Fußball. Wir trainierten täglich mit dem Ergebnis einer auf die Spitze getriebenen Kondition aller 22 Spieler, wir lebten bis aufs Kleinste nach Vorschrift und bildeten einen unzerreißbaren Kameradenkreis, der wohl seinesgleichen suchte.“
Nach der Weltmeisterschaft fielen mehrere Nationalspieler monatelang wegen Gelbsucht aus. Morlock musste ein halbes Jahr pausieren und verlor seinen Stammplatz in der Nationalelf. Seine letzten zwei Länderspiele vor der Weltmeisterschaft 1958 in Schweden bestritt er am 26. Mai 1956 gegen England (1:3) und am 25. November des gleichen Jahres in Dublin gegen Irland. Bei der 0:3-Niederlage auf der „grünen Insel“ lief Morlock in seinem 24. Länderspiel als Spielführer auf. Danach war er noch in Testspielen der Nationalmannschaft im Juni, September und Oktober 1957 im Einsatz, als Herberger jeweils eine A- gegen eine B-Auswahl antreten ließ. In dieser Zeitphase experimentierte der Bundestrainer mit neuen Leuten auf den Halbstürmerpositionen und setzte deshalb Konkurrenten wie Rolf Geiger, Hans Schäfer, der beim 1. FC Köln nicht mehr nur ein reiner Flügelstürmer wie in den WM-Tagen 1954 in der Schweiz war, Aki Schmidt, Willi Schröder und Hans Sturm in den offiziellen Länderspielen ein. Mitte April 1958 meldete der DFB die 40er-Spielerliste für das WM-Turnier in Schweden an die FIFA; der am 11. Mai den 33. Geburtstag feiernde Max Morlock gehörte nicht mehr dem Aufgebot an. Mit seinem Verein hatte er 1956/57 die Meisterschaft beziehungsweise 1957/58 die Vizemeisterschaft in der Oberliga Süd gewonnen und dabei in 49 Ligaspielen 28 Tore erzielt. Da der Bundestrainer als Spielmacher und Senior für die Tage der Titelverteidigung in Schweden auf den 14 Monate im Länderteam pausierenden und erstmals wieder am 19. März 1958 beim 2:0 gegen Spanien im DFB-Dress auflaufenden Fritz Walter setzte, waren jüngere Kräfte neben dem Lauterer Dirigenten gefragt. Mit dem Spiel am 28. Dezember 1958 in Kairo gegen Ägypten (1:2), dem ersten Länderspiel Deutschlands außerhalb von Europa, – Morlock hatte dabei nochmals mit Helmut Rahn den rechten Flügel gebildet –, endete seine Nationalmannschaftskarriere nach 26 Länderspielen mit 21 Toren. Seine Laufbahn auf Vereinsebene setzte der damals 33-Jährige noch über mehr als fünf Jahre erfolgreich fort.

## Erfolge
- 26 Länderspiele (1950–1958), 21 Tore
- Fußballweltmeister 1954
- Zweifacher Deutscher Meister: 1948 und 1961
- Rekordspieler und Rekordschütze in der Fußball-Oberliga Süd 1945–1963: 451 Spiele, 286 Tore
- Sechsfacher Meister in der Oberliga Süd: 1947, 1948, 1951, 1957, 1961, 1962
- Zweifacher Torschützenkönig der Oberliga Süd: 1951 (28 Tore), 1952 (26 Tore)
- Meister Gauliga Bayern 1943 und 1944
- 42 Endrundenspiele deutsche Meisterschaft mit 21 Toren, 1943–1963

## Ehrungen
- 1954: Silbernes Lorbeerblatt
- 1955: Goldene Ehrennadel des DFB.
- 1958: Goldene DFB-Nadel.

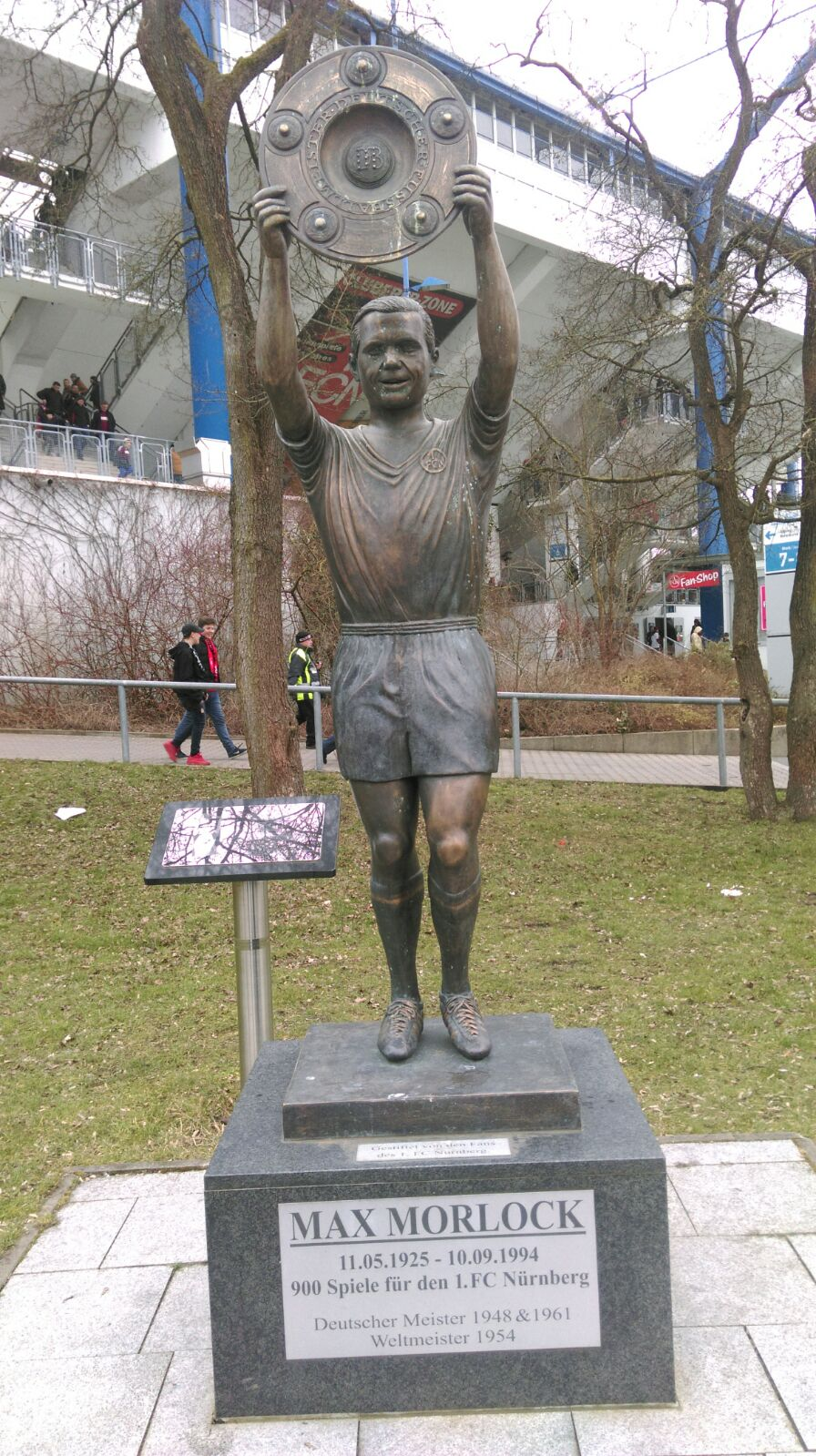
Morlock-Statue

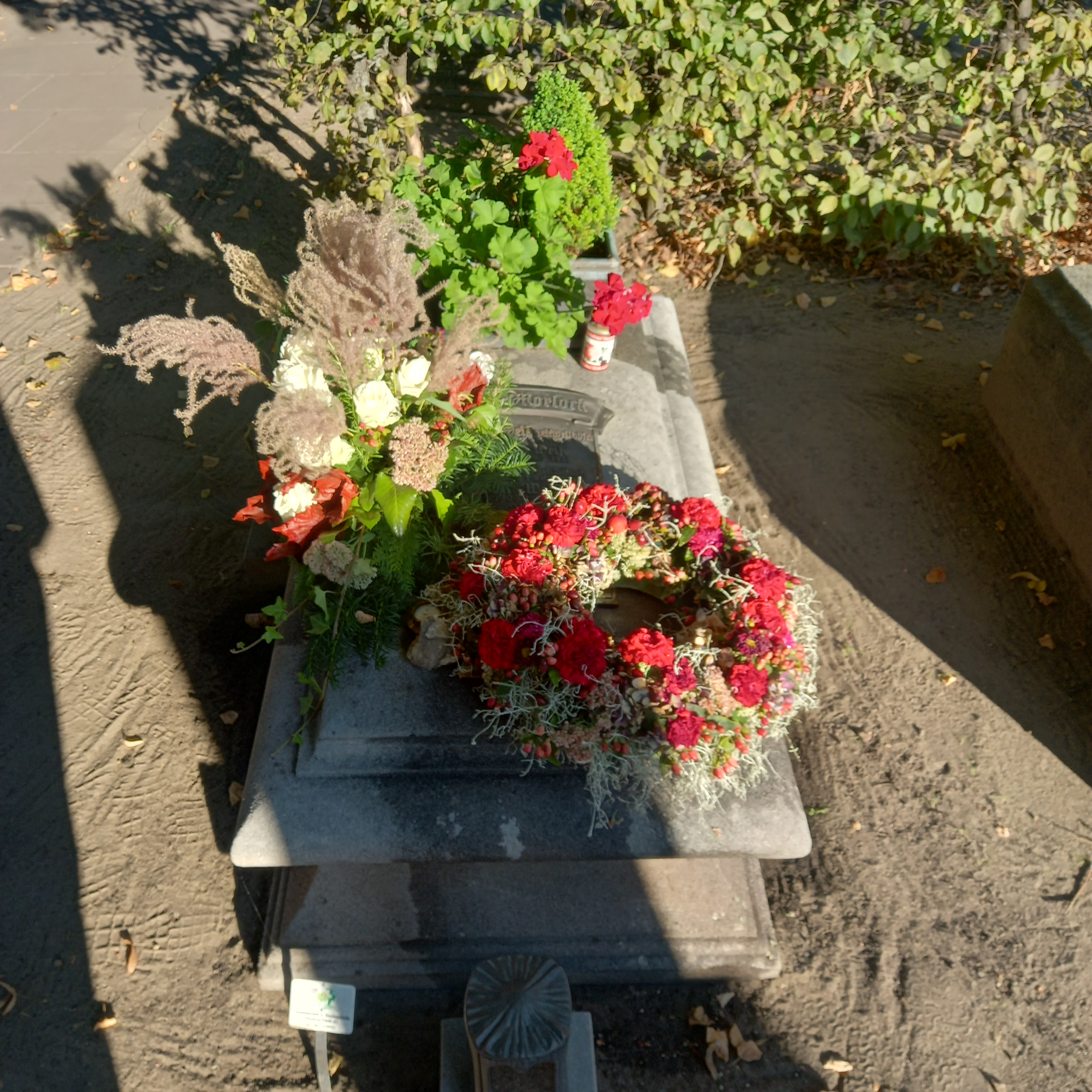
Das Grab von Max Morlock auf dem Friedhof von St. Leonhard (Nürnberg)

- 1961: Fußballer des Jahres in Deutschland
- Ehrenmitglied und Ehrenspielführer des 1. FC Nürnberg.
- 1995, nicht einmal ein Jahr nach seinem Tod, wurde der Platz vor dem damaligen Frankenstadion von der Stadt Nürnberg in Max-Morlock-Platz umbenannt.[50]
- 2006 wurde der Block 8 im Nürnberger Frankenstadion im Zuge der Blockumbenennung nach ihm benannt.[51]
- 2008 wurde eine Statue in Lebensgröße fertiggestellt, die nur von den Fans finanziert wurde. Dieses Projekt ist seit dem 23. August 2008 vor der Nordkurve des Frankenstadions zu sehen.[52] Zuvor hatten sich die Fans des 1. FC Nürnberg bei der Namensänderung des Stadions vergeblich für Max-Morlock-Stadion eingesetzt. Ab 2010 wurde erneut von Fans versucht, das Stadion offiziell in Max-Morlock-Stadion umzubenennen.[53]
- Die Preisfigur MAX, die die Deutsche Akademie für Fußball-Kultur seit 2007 an die Gewinner des Deutschen Fußball-Kulturpreises vergibt, ist nach ihm benannt.[54]
- 2014 wurde anlässlich seines 20. Todestages der A-Trainingsplatz auf dem Vereinsgelände des 1. FC Nürnberg in Max-Morlock-Platz umbenannt.[55]
- Seit dem 1. Juli 2017 heißt das Nürnberger Stadion offiziell Max-Morlock-Stadion.[36]

## Privates
Max Morlock war ab dem 28. Mai 1950 verheiratet. Er hatte zwei Töchter, die 1951 und 1959 auf die Welt kamen. Am 1. März 1949 eröffnete er zusammen mit seinem Teilhaber Johann Weiß, dem Vater seiner späteren Ehefrau, eine Verkaufsstelle für Tabakwaren und Zeitschriften am Celtistunnel. Später zog er mit seinem Geschäftslokal in die Pillenreuther Straße um, wo er noch ein Sportartikelhaus eröffnete. Morlock blieb nach seinem letzten Spiel für den „Club“ dem Fußball und vor allem dem 1. FC Nürnberg verbunden. Er besuchte regelmäßig die Heimspiele des Vereins und betätigte sich, wenn er gerufen wurde, als Berater. In der Saison 1968/69 fungierte Morlock als Teambetreuer der Mannschaft, konnte mit seiner Unterstützung den „Club“ als amtierenden Meister jedoch nicht vor dem Abstieg bewahren. Immer wieder traf er sich mit den alten Meisterspielern des 1. FCN und mit den Weltmeistern von 1954. Nach dem Ende seiner Laufbahn rieten ihm sein Arzt und seine Familie, mit dem Tennisspiel zu beginnen; es wurde zu seinem Hobby.
Er erlag am 10. September 1994 im Alter von 69 Jahren den Folgen einer Krebserkrankung. Die Club-Meisterspieler hielten die Totenwache und Tausende von Nürnbergern gaben ihm auf dem Friedhof von St. Leonhard das letzte Geleit.
Im Spielfilm Das Wunder von Bern aus dem Jahr 2003 wird Max Morlock von Tobias Hartmann dargestellt.